# Зенітна ракета

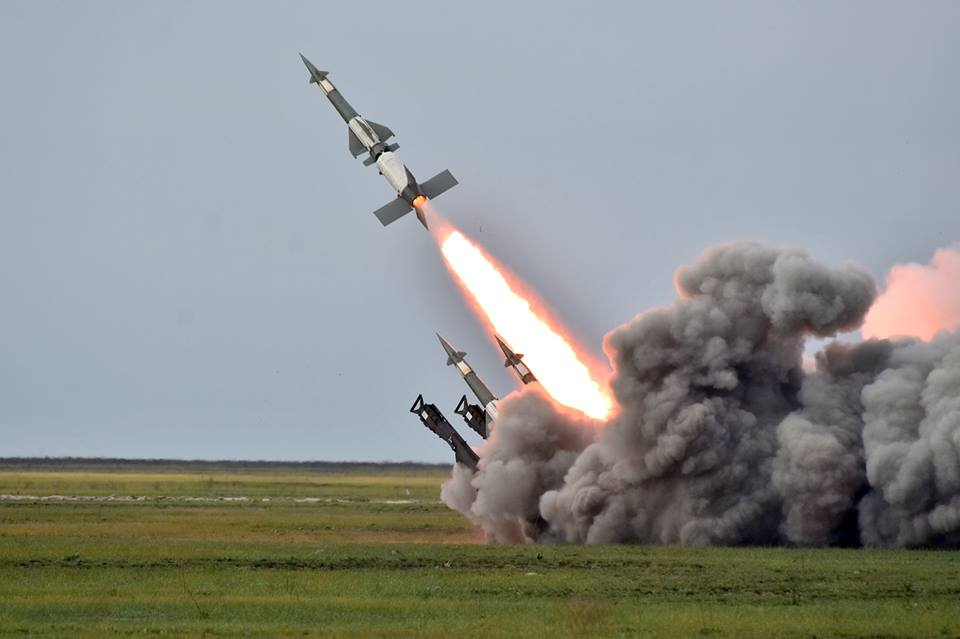
Пуск зенітної керованої ракети комплексу С-125

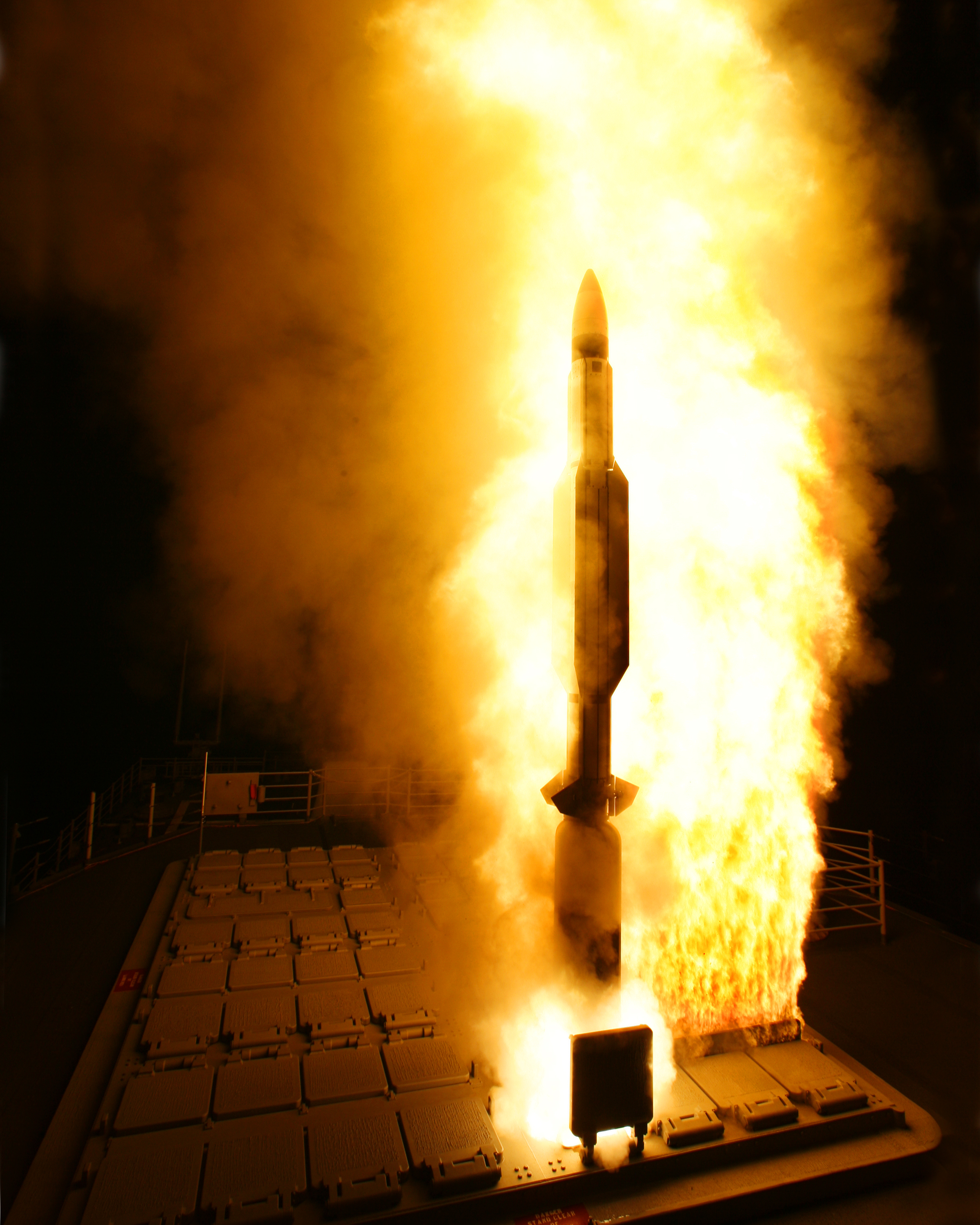
Пуск зенітної протибалістичної ракети RIM-161 Standard Missile 3. США

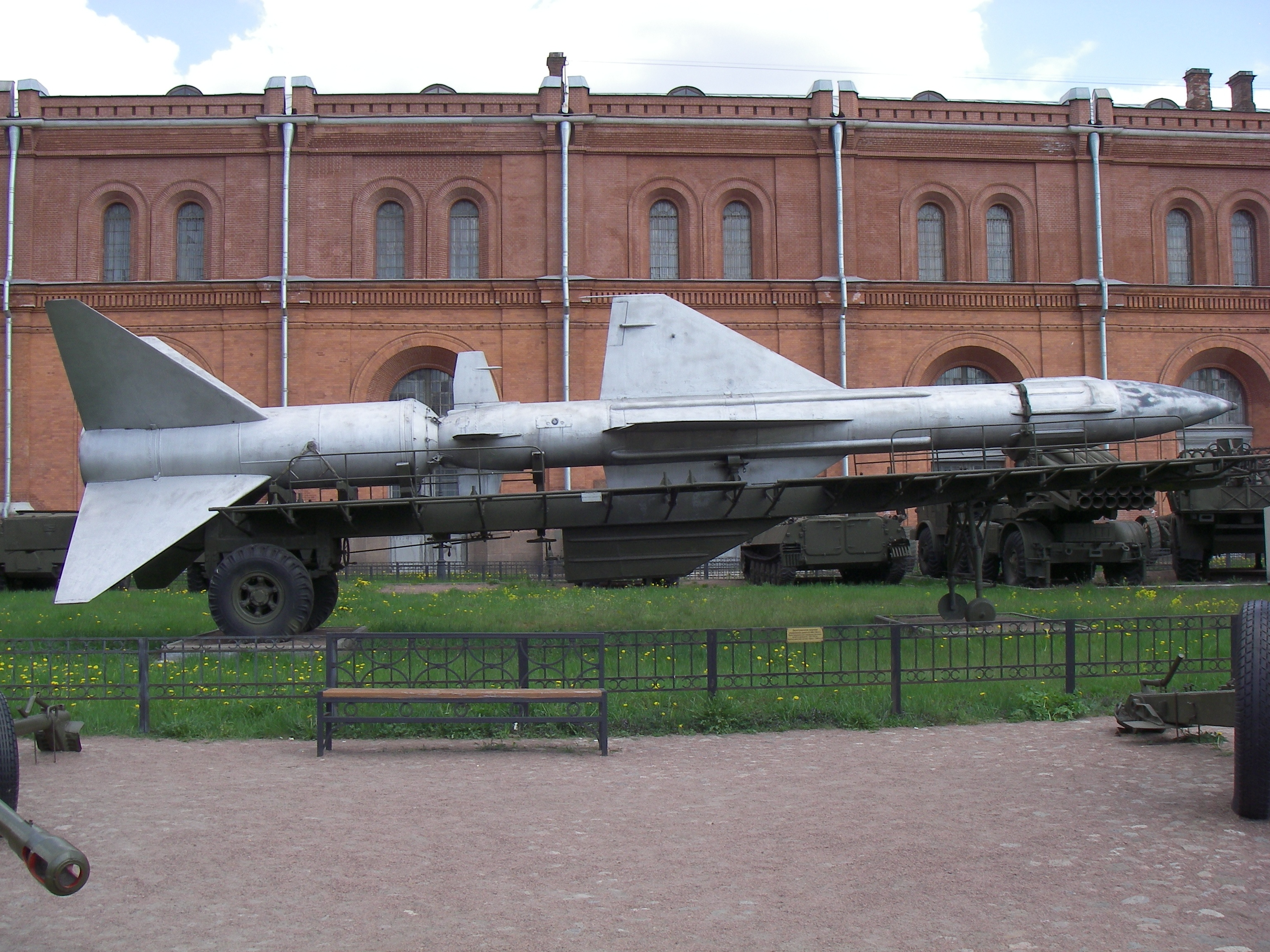
Зенітна керована ракета С-200

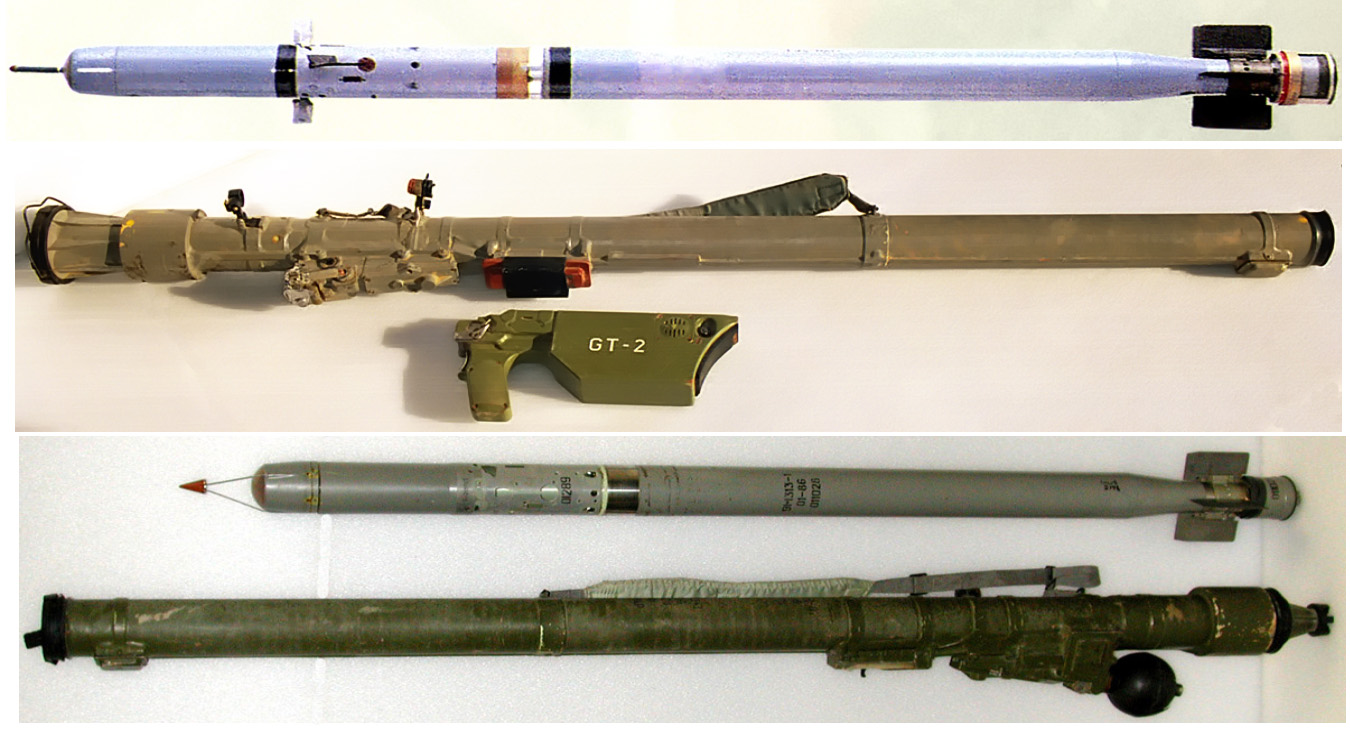
Зенітні керовані ракети ПЗРК «Ігла» та «Ігла-1»

Зені́тна раке́та (зенітна керована ракета, ЗКР) — ракета класу «земля — повітря», що входить до складу зенітно-ракетного комплексу, призначена для ураження повітряних цілей: літаків, вертольотів, дирижаблів, аеростатів, різних ракет, безпілотних літальних апаратів, бойових блоків балістичних ракет, артилерійських і авіаційних боєприпасів.
Ракети розрізняються за типом базування, дальністю і висотою ураження, максимальною швидкістю цілей, що уражаються, принципами запуску. Існують ракети на рідинних і твердопаливних двигунах.

## Будова
Основні елементи ЗКР:[джерело?]
- планер (корпус і аеродинамічні поверхні),
- бортова апаратура управління і наведення (БАУН),
- детонатори,
- бойова частина,
- реактивна рухова установка.

Бойова частина, БАУН і рухова установка розміщуються в корпусі. Аеродинамічні поверхні планера служать для утримання ЗКР на траєкторії наведення (або для зміни траєкторії польоту) і стабілізації ЗКР. У ЗКР деяких типів, призначених для ураження повітряних цілей на великих висотах (30—40 км і більш) на додаток до аеродинамічного управління або замість нього застосовується газодинамічне кермо[джерело?].

## Маневровість
У загальному випадку під маневровістю розуміють:
- Максимально наявне поперечне перевантаження (бічне прискорення, що розвиває ракета);
- Маневроозброєність — похідна прискорення за кутом атаки;
- Час реакції ракети: час виходу на певний рівень перевантаження від моменту подання вхідної команди (з урахуванням зворотних зв'язків системи стабілізації).

## Управління
У атмосферних зенітних керованих ракетах технічні рішення підвищення маневрових характеристик можуть бути реалізовані кількома шляхами. Нижче перелічені найперспективніші з точки зору використання:
- Аеродинамічне,
- Газодинамічне,
  - Рідинні двигуни поперечного управління (РДПУ),
  - Твердопаливні двигуни поперечного управління (ТДПУ)
    - Моноімпульсні ТДПУ,
    - ТДПУ з пропорційним регулюванням тяги.

### Аеродинамічне

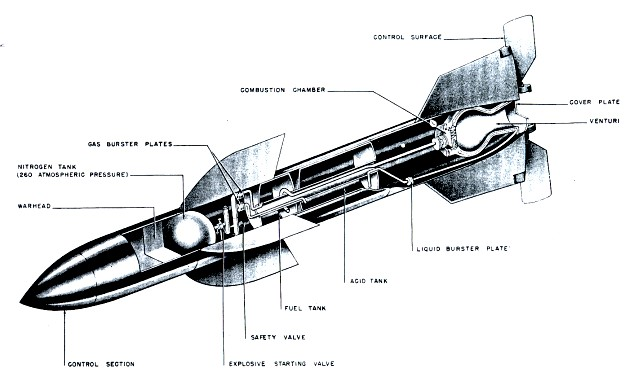
Зенітна керована ракета Wasserfall Третього Рейху часів Другої світової війни. На її основі була створена низка ракет у США та СРСР.

Аеродинамічний спосіб управління вже випробувано на декількох поколіннях зенітних керованих ракет.
Досвід свідчить, що розширення можливостей ЗКР попередніх поколінь і забезпечення ураження високошвидкісних цілей досягалося виключно за рахунок підвищення швидкості польоту при використанні аеродинамічного управління. ЗКР, розроблені на базі технологій 1970-х рр., мали швидкості польоту в точці зустрічі в діапазоні 700 … 1500 м/с. Стартова маса подібних ракет приблизно в п'ять разів перевищує, наприклад, масу відомої ракети MIM-104 Patriot (РАС-2), значно (в два-три рази) відрізняються габарити, що впливає на вартість ракети, обмежує ресурс боєкомплекту і в підсумку — зменшує ефективність зенітно-ракетного комплексу.
Мінімальні значення наявного часу самонаведення ЗКР необхідні при перехопленні найбільш швидкісних малорозмірних цілей і можуть приблизно складати близько 1,0 с. В цьому випадку високу точність наведення при аеродинамічному способі створення керуючих сил не можна реалізувати через інерційність аеродинамічного управління ракети, що не дозволяє з необхідною швидкістю реагувати на зміни траєкторії польоту цілі.
Звідси випливає, що в разі обмеженого часу самонаведення для забезпечення високої точності необхідно перш за все збільшувати швидкодію ракети. Ця вимога визначає генеральний напрямок технічних рішень підвищення маневрових характеристик зенітних керованих ракет. Її реалізація досягається завдяки використанню газодинамічних принципів створення керуючих сил і моментів.

### Газодинамічне
Газодинамічне управління ЛА можна визначити як сукупність способів і засобів створення аерореактівних сил і управління цими силами з метою зменшення промаху. Основний спосіб газодинамічного управління — створення поперечних сил, які формують бічне прискорення за рахунок спеціальних двигунів, розташованих поблизу центра мас літального апарата і які створюють прискорення перпендикулярно поздовжньої осі ракети.
До числа газодинамічних способів відносять ще так зване «моментне управління», у якому комплексно реалізовано аеродинамічний і газодинамічний принципи при створенні керуючої сили. Безпосередньо керівна сила при цьому створюється за рахунок аеродинаміки, однак потрібний кут атаки ракети забезпечується газодинамічним способом, що істотно підвищує швидкодію процесу управління в цілому.

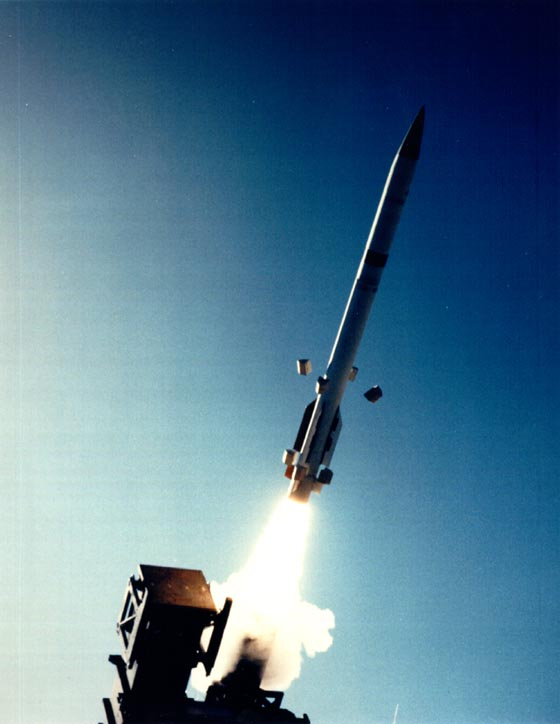
Запуск ракети ЗРК MIM-104F Patriot (PAC-3), створеної на основі ракет ERINT за програмою «Стратегічна оборонна ініціатива».

Другий варіант підвищення маневрових властивостей ЗКР пов'язаний саме з використанням моментного управління. Його ефективність підтверджена практичними результатами, які показали ЗКР «ERINT». Але разом з тим доречно підкреслити, що аеродинамічна складова при моментному управлінні обмежує робочий діапазон застосування ракети.
Розширення області бойового застосування ЗКР досягається за допомогою технічних рішень, що використовують поперечне газодинамічне управління. Виконавчим пристроєм в цьому випадку є ракетний двигун поперечного управління (ДПУ). Запуск двигуна створює силу газодинамичної природи і по суті миттєво надає ракеті необхідного перевантаження, що дозволяє за решту часу польоту до зустрічі з ціллю усунути накопичену похибку наведення.

### Рідинні двигуни поперечного управління (РДПУ)
Третій варіант підвищення маневрених властивостей ЗКР передбачає застосування РДПУ. До теперішнього часу ці двигуни відпрацьовані, мабуть, краще, ніж ТДПУ, що пояснюється досвідом створення систем газодинамічного управління активно розвиваються ракет-перехоплювачів, що діють на великих і середніх висотах і призначених для систем ПРО і ПКО.
Завдяки науково технічним досягненням сучасні рідинні двигуни істотно вдосконалені, і РДПУ набули необхідних якостей:
- гнучке і глибоке дроселювання тяги з її декількома рівнями, здійснення як імпульсного (із змінною в широкому діапазоні тривалості імпульсів і пауз між включеннями), так і безперервного режиму роботи з мінімальним часом виходу на режим максимальної тяги;
- забезпечення високих показників енергомассової досконалості камер та інших елементів конструкцій рухової установки;
- створення керуючих зусиль в площині, перпендикулярній осі, довільно спрямованих по куту до осі ракети і проходять практично через центр мас ЗКР.

Всі ці якості привабливі для реалізації поперечного газодинамічного управління. Однак атмосферні ЗКР середньої дальності є винятком: через швидкоплинність процесу функціонування цих ракет і невизначеності моменту включення двигуна фактично немає запасу часу на підготовку систем наддуву і на запуск двигуна.
В результаті РДПУ не забезпечує надманевреність зенітної керованої ракети при перехопленні тактичних балістичних ракет і засобів високоточного озброєння за складних умов. Додатковою вагомою перешкодою є висока токсичність палива і низька експлуатаційна технологічність рідинних рушійних установок.

### Твердопаливні двигуни поперечного управління (ТДПУ)

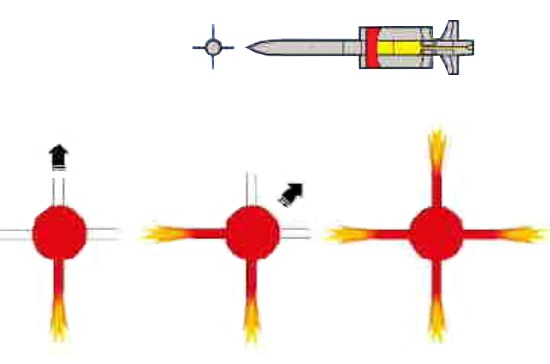
Схема роботи системи PIF-PAF ракет MBDA Aster

Другий різновид двигунів поперечного управління — твердопаливні двигуни. Їх відмінності:
- простота і надійність конструкції, оскільки в них відсутні спеціальні системи подачі палива;
- постійна готовність до роботи і тривалість гарантійного терміну зберігання в складі виробу;
- можливість створення високого імпульсу в короткі проміжки часу, та інші.

Найголовнішою властивістю ТДПУ є найвища боєготовність і такий же швидкий вихід на режим, важко досяжний для рідинних двигунів. Ці якості (разом з високою експлуатаційною технологічністю) визначили застосування ТДПУ в системах газодинамічного управління високоточних атмосферних ракет.
Конструкції ТДПУ досить різноманітні, що обумовлено управлінням вектора тяги. Зараз (станом на кінець 2010-тих), зазвичай, на кінцевій стадії самонаведення застосовують моноімпульсне коригування тяги (моноімпульсні ТДПУ) і пропорційне регулювання тяги ДПУ (ТДПУ з пропорційним регулюванням тяги).

### Моноімпульсні ТДПУ

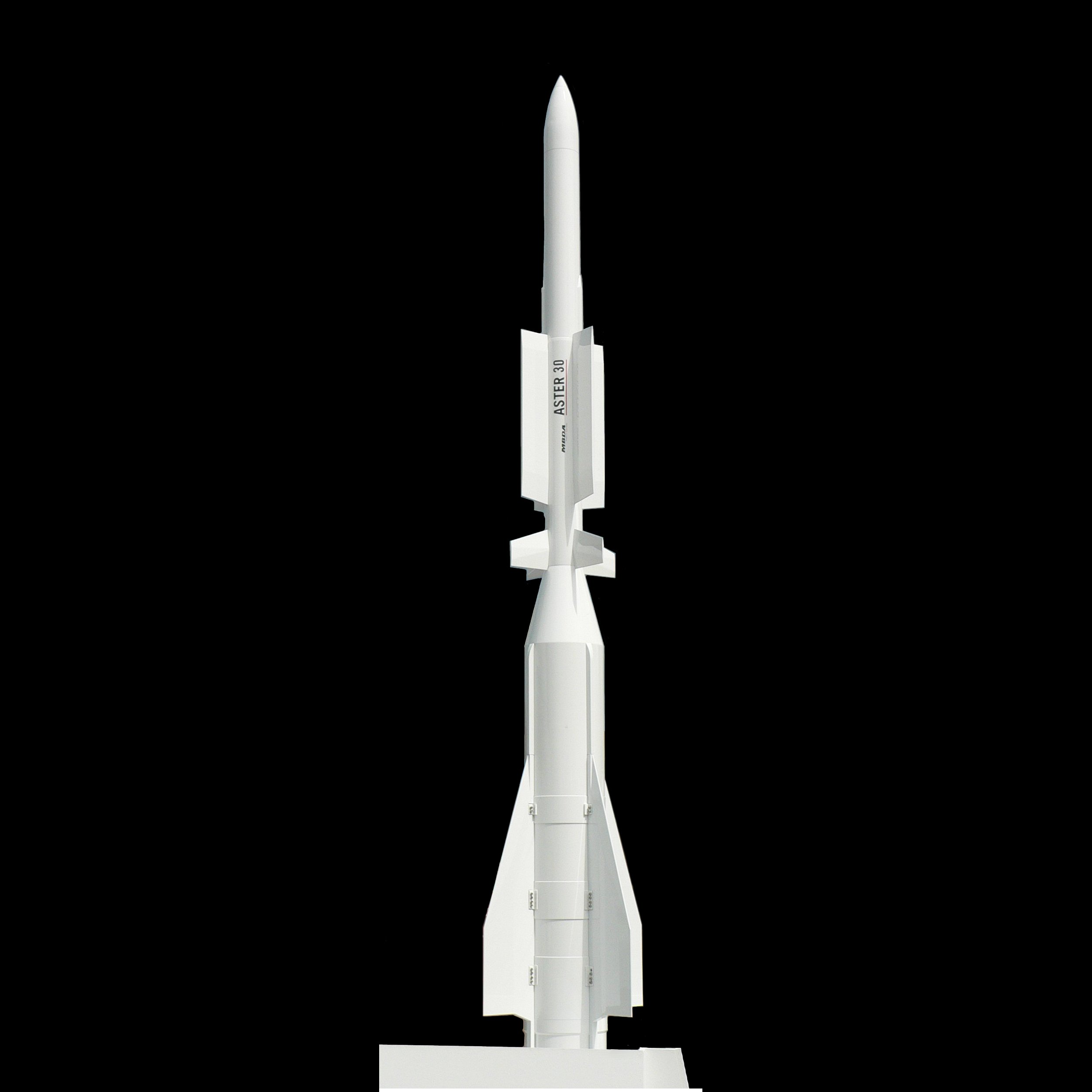
Макет ракети MBDA Aster-30

Моноімпульсні двигуни забезпечують можливість майже безінерційного поперечного управління ракетою через центр мас за рахунок підвищення рівня реактивної тяги з виходом на поперечне перевантаження, рівну 20 одиницям, за 0,025 с по всій зоні ураження цілей.
Газодинамічне управління із застосуванням моноімпульсного двигуна поперечного управління на ЗКР вперше реалізовано на російській ракеті для експортних поставок 9М96Е (можливе використання у комплексах C-350 «Витязь», С-400 «Тріумф», корабельного базування 3К96 «Редут»). Використання на завершальній стадії самонаведення потужного поперечного імпульсу дозволяє зменшити час реакції ЗКР (час виходу на необхідну перевантаження) в 10 … 15 разів, а відсутність системи пропорційного регулювання тяги істотно спростило конструкцію двигуна і його відпрацювання.
Завдяки введенню надманевреного режиму в поєднанні зі збільшенням інформаційної точності, що забезпечується активною радіоголовкою самонаведення, розроблена малогабаритна ЗКР з можливістю ефективного ураження поразкою всіх засобів систем високоточного озброєння (тактичних та оперативно-тактичних балістичних ракет, протикорабельних ракет, крилатих ракет авіаційного і наземного базування, тощо).

### ТДПУ з пропорційним регулюванням тяги
Твердопаливні двигуни з пропорційним регулюванням тяги забезпечують найвищу ймовірність ураження маневрових цілей.
Наприклад, таке рішення застосовано на ЗКР франко-італійської розробки ASTER-15/30 у вигляді твердопаливного газогенератора з чотирма щілинними соплами, обладнаними регулюючими клапанами з приводами. Сопла знаходяться всередині хрестоподібно розташованих крил ракети. Тяга двигуна регулюється за командою управління. ДПУ включається приблизно за 1 с до зустрічі з ціллю. Максимальне перевантаження, створювана ДПУ, становить 10…12 одиниць.
Двигуни з пропорційним регулюванням тяги відрізняються особливою складністю конструкції, оскільки для управління вектором тяги потрібна наявність спеціального клапанного механізму, що регулює критичний перетин двигуна.

## Історія створення

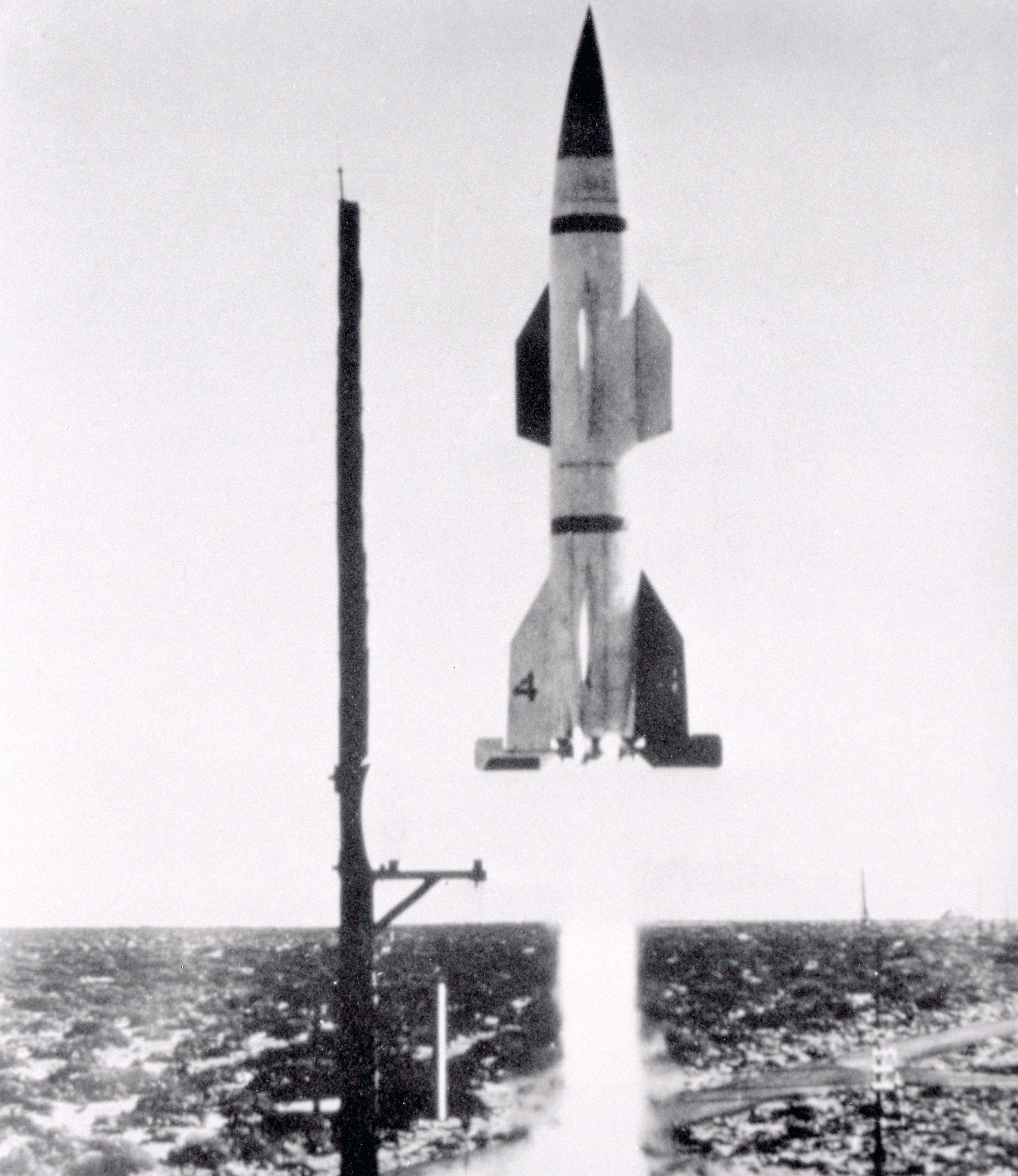
Перша у світі зенітна керована ракета «Вассерфаль». Третій Рейх.